# Müritz-Havel-Wasserstraße

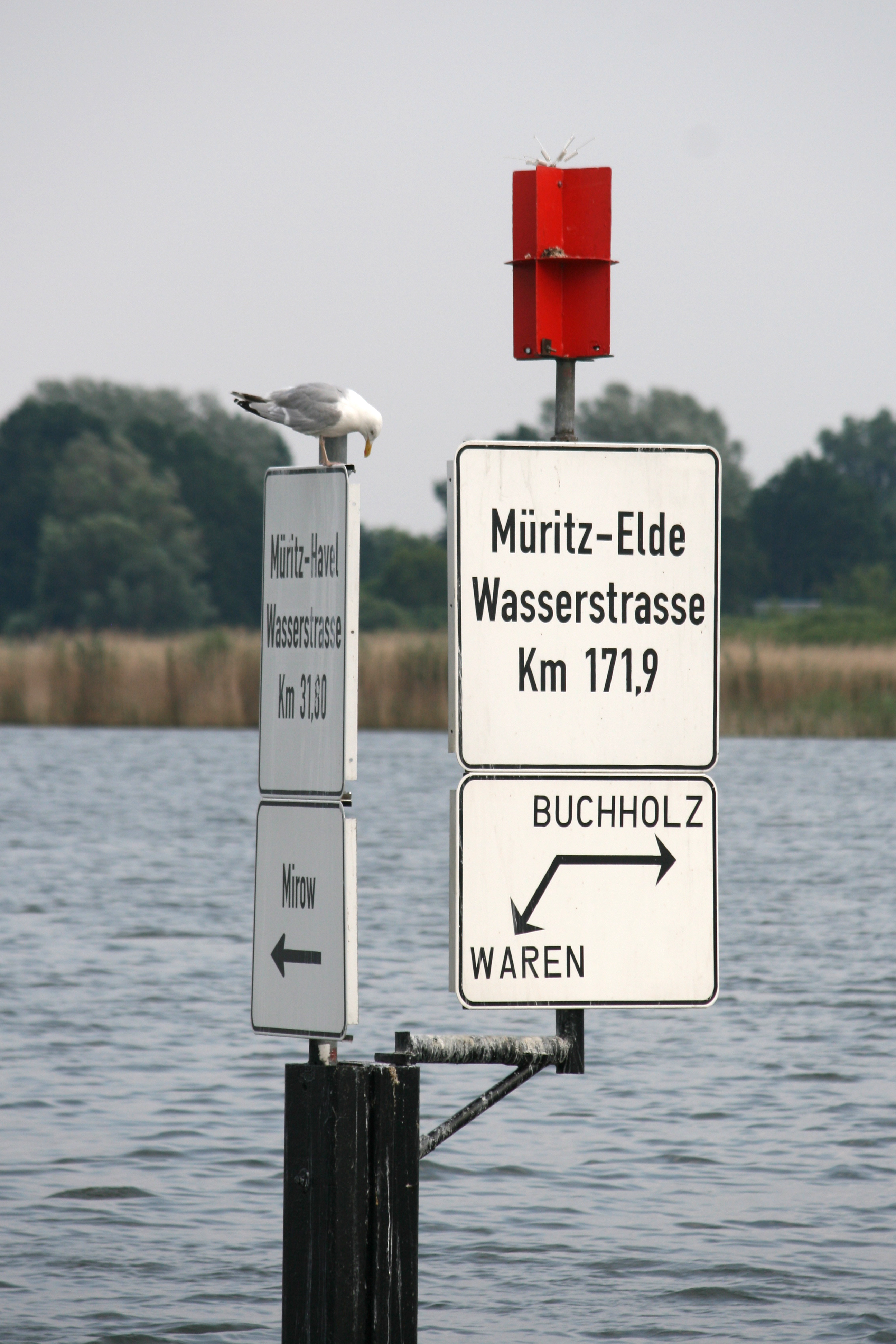
Abzweig der Müritz-Havel-Wasserstraße in der Kleinen Müritz

Die Müritz-Havel-Wasserstraße (MHW) ist eine 32 km lange Bundeswasserstraße der Wasserstraßenklasse I im Land Mecklenburg-Vorpommern. Sie verbindet die Müritz-Elde-Wasserstraße (MEW) mit der Oberen Havel-Wasserstraße (OHW). Die Zuständigkeit liegt beim Wasserstraßen- und Schifffahrtsamt Oder-Havel.

## Verlauf und Bedeutung
Sie zweigt aus der Kleinen Müritz (Ende der MEW) ab, verläuft durch den Mirower Kanal (mit Sumpfsee und Ragunsee), den Zotzensee, den Mössensee, den Ostteil des Vilzsees, den Kleinen Peetschsee, den Labussee, den Canower See, den Ostteil des Kleinen Pälitzsees und den Nordteil des Großen Pälitzsees und schließt im Ellbogensee bei Priepert an die OHW an. Die Seen sind mit zum Teil kurzen Kanälen verbunden, bei Mirow, Diemitz, Canow und Strasen mit Schleusen, um insgesamt um 7,20 m bei mittlerem Wasserstand von der Müritz zur Havel abzusteigen. Die Kilometrierung läuft der Fließrichtung entgegen.
Rechtlich gehören zur MHW noch die Bundeswasserstraßen: von der Alten MHW der Bolter Kanal und der Mirower See, ferner der Westteil des Vilzsees und der Mirower Adlersee, der Große Peetschsee und der Südwestteil des Großen Pälitzsees sowie im Land Brandenburg die Rheinsberger Gewässer mit Wolfsbrucher Kanal, Großer Prebelowsee, Zechliner Gewässer und Dollgowsee
Die MHW dient heute der Freizeitschifffahrt. Berufsschifffahrt mit Frachtschiffen findet nicht mehr statt. Auf Grund ihrer Lage zwischen der Mecklenburgischen Seenplatte und den Mecklenburger Kleinseen haben die Schleusen der MHW vor allem in den Sommermonaten umfangreichen Sportbootverkehr zu bewältigen. So werden an der Schleuse Diemitz seit Jahren über 40.000 Sportboote pro Jahr geschleust.

## Schleusen

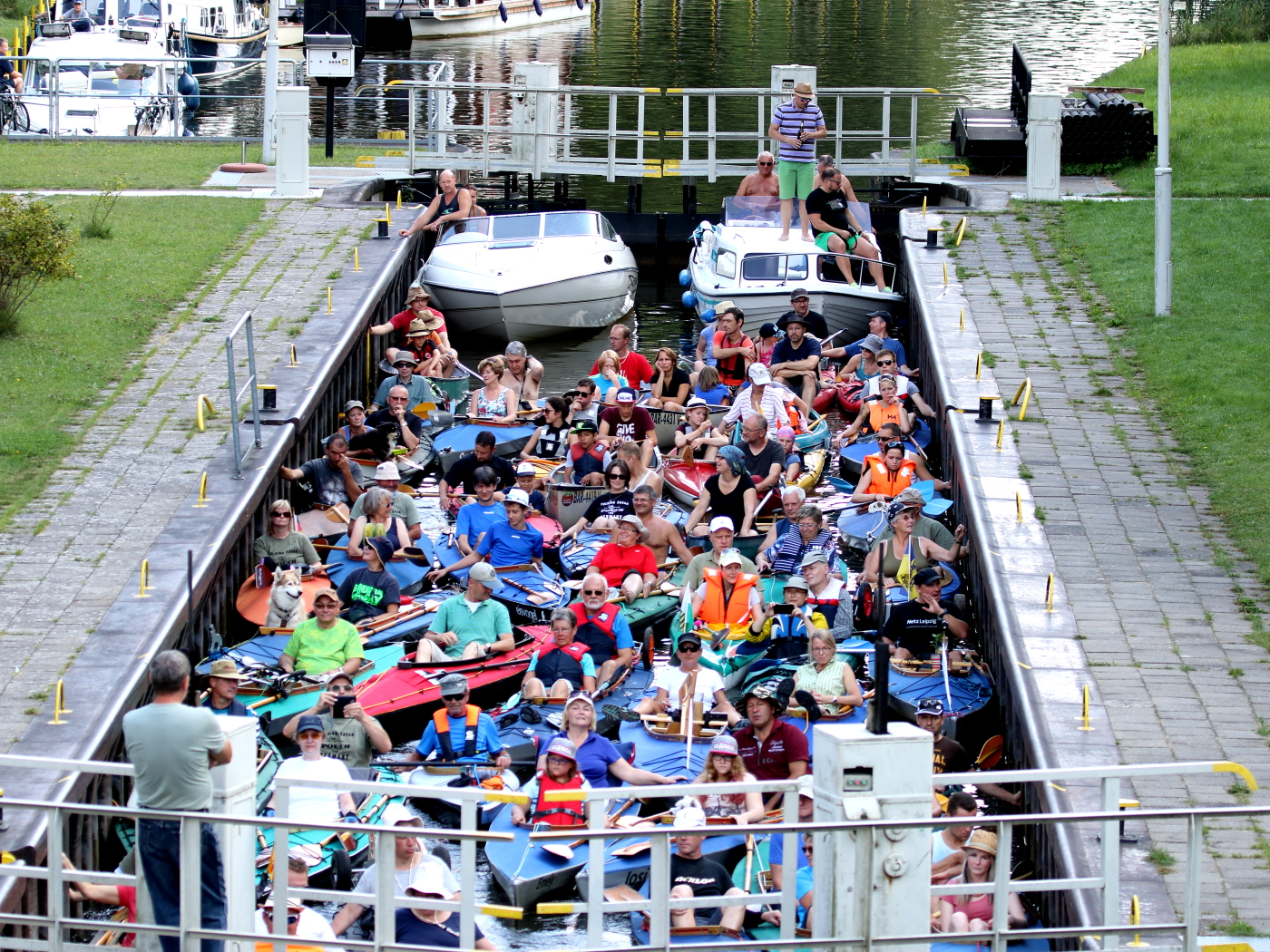
Hochbetrieb in der Schleuse Diemitz

In der Müritz-Havel-Wasserstraße befinden sich vier Schleusen:
- Schleuse Strasen, Gewässerkilometer 2,70; Fallhöhe 1,42 m
- Schleuse Canow, Gewässerkilometer 9,50; Fallhöhe 1,30 m
- Schleuse Diemitz, Gewässerkilometer 13,20; Fallhöhe 1,29 m
- Schleuse Mirow, Gewässerkilometer 22,30; Fallhöhe 2,98 m

## Geschichte
Die 1831–1836 angelegte Alte Müritz-Havel-Wasserstraße zweigte von der Müritz bei Bolt mit der Bolter Schleuse ab, also 7 km nördlicher als heute, und verlief durch mehrere Seen in südlicher Richtung bis Mirow. Mit dem Bau des Mirower Kanals 1935/36 wurde die Linienführung im obersten Teil der MHW entscheidend verändert.